# Bates Cooke

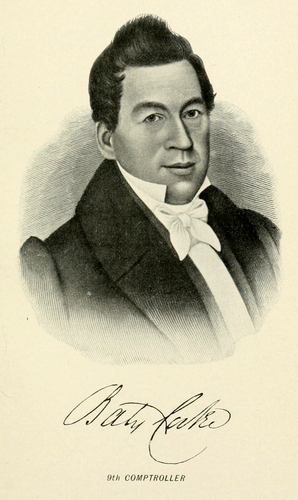
Bates Cooke

Bates Cooke (* 23. Dezember 1787 in Wallingford, Connecticut; † 31. Mai 1841 in Lewiston, New York) war ein US-amerikanischer Politiker. Zwischen 1831 und 1833 vertrat er den Bundesstaat New York im US-Repräsentantenhaus.

## Werdegang
Bates Cooke besuchte die öffentlichen Schulen seiner Heimat. Danach nahm er am Britisch-Amerikanischen Krieg teil. Im Jahr 1814 war er Ortsvorsteher der Gemeinde Cambria. Nach einem Jurastudium und seiner um das Jahr 1815 erfolgten Zulassung als Rechtsanwalt begann er in Lewiston in diesem Beruf zu arbeiten. Politisch schloss er sich der Anti-Masonic Party an.
Bei den Kongresswahlen des Jahres 1830 wurde Cooke im 30. Wahlbezirk von New York in das US-Repräsentantenhaus in Washington, D.C. gewählt, wo er am 4. März 1831 die Nachfolge von Ebenezer F. Norton antrat. Da er im Jahr 1832 auf eine weitere Kandidatur verzichtete, konnte er bis zum 3. März 1833 nur eine Legislaturperiode im Kongress absolvieren. Bereits seit dem Amtsantritt von Präsident Andrew Jackson im Jahr 1829 wurde innerhalb und außerhalb des Kongresses heftig über dessen Politik diskutiert. Dabei ging es um die umstrittene Durchsetzung des Indian Removal Act, den Konflikt mit dem Staat South Carolina, der in der Nullifikationskrise gipfelte, und die Bankenpolitik des Präsidenten.
Zwischen 1839 und 1841 bekleidete Bates Cooke das Amt des New York State Comptroller. Seit dem 14. Mai 1840 war er auch Bankbeauftragter. Er starb am 31. Mai 1841 in Lewiston.